# 성모 기사회
원죄 없으신 성모 기사회(라틴어: Militia Immaculatae), 줄여서 성모 기사회(聖母騎士會)는 로마에서 프리메이슨이 주도한 반(反)교황 운동에 대항하여 1917년 10월 16일 성 막시밀리아노 콜베 신부가 창설한 국제적 성모 신심 단체이다. “M.I.”라고도 알려진 성모 기사회는 성모 마리아의 보호와 중재 아래 죄인들과 이교도들 및 반교회적 비밀결사단체의 회개, 갈라진 그리스도인들과의 일치를 위해 기도한다. 모든 성모 기사회원들은 가입하기 전에 성모 마리아에게 자기 자신을 봉헌하는 행위를 수반한다. 이들은 자신을 성모 마리아에게 완전히 봉헌하였음을 바깥에 알리는 표시로서 기적의 메달을 항상 몸에 지니고 생활한다.
1918년 4월 4일 교황 베네딕토 15세로부터 인준되었으며, 1927년 4월 24일 교황 비오 11세는 성모 기사회가 전 세계에 지부를 설립하는 것을 허락했다. 대한민국에는 1976년 5월 20일 천주교 대구대교구 내에 지부 설립 승인을 받은 것으로 시작하여 인천교구(1982년 2월 16일), 마산교구(1986년 9월 3일), 서울대교구(1986년 12월 12일), 부산교구(1986년 12월 20일), 대전교구(1986년 12월 30일), 전주교구(1987년 1월 14일) 등 여러 곳에서 지부 설립을 승인받아 수만 명의 회원들이 모임을 가지며 활동하고 있다.

## 같이 보기
- 원죄 없는 잉태